# Portas Tour
Portas Tour foi a sétima turnê solo da cantora brasileira Marisa Monte para divulgação de seu álbum Portas (2021). Teve seu início no dia 4 de fevereiro em São Paulo e irá passar por inúmeros estados do Brasil, além de percorrer diversos países ao redor do mundo, como Estados Unidos, além da América Latina e Europa nos anos de 2022 e 2023.

## Desenvolvimento
No dia 1° de julho de 2021, Marisa Monte lançou o seu nono álbum de estúdio, Portas. Quatro meses após seu lançamento, a cantora anunciou a turnê Portas para o ano de 2022, com seus primeiros shows inicialmente sendo no Rio de Janeiro nos dias 19, 21 e 22 de janeiro, percorrendo outras capitais como São Paulo, Belo Horizonte, Recife, Salvador, Brasília, entre outras, no mesmo ano. No mesmo anúncio, Marisa também confirmou que a turnê iria passar por dez cidades dos Estados Unidos em março do mesmo ano, além de países da América Latina e Europa.
Após testar positivo para Covid-19, a cantora foi obrigada a adiar o início da turnê, que se daria no Rio de Janeiro nos dias 19, 21 e 22 de janeiro, e também os shows de São Paulo entre os dias 27 a 29 de janeiro. Dessa maneira, a turnê teve o seu início no dia 4 de fevereiro no Espaço das Américas, em São Paulo. Em 2022, foi anunciado que a cantora irá levar a turnê na Ásia e Oceania no início de 2023. Esses planos, no entanto, não chegaram a se concretizar. Uma outra passagem internacional prevista para o México, no segundo semestre de 2022, também não chegou a acontecer.

## Resenha
A turnê tem recebido críticas extremamente positivas dos críticos, sendo aclamada pela coesão da setlist, o cenário e a performance de Marisa no palco. No show de abertura da turnê, Gene de Souza do Gazeta News comentou que o show "foi para lavar a alma", destacando positivamente a setlist do concerto, considerando o show "uma emocionante viagem musical". Gene encerrou a crítica dizendo: "Marisa Monte poderia se apresentar de jeans e camiseta e os shows ficariam lotados do mesmo jeito, mas ela quer oferecer um verdadeiro espetáculo com perfeição em todos os detalhes. E foi assim até o final do show, quando ela saiu para o segundo bis sozinha e começou a cantar a capela os primeiros versos de 'Bem Que Se Quis', sucesso do seu primeiro álbum. O palco foi escurecendo e ela desapareceu, deixando o publico cantando a música até o final." Thales de Menezes da Folha de S.Paulo enalteceu o show, dizendo que a cantora "mostra ao vivo por que tem o show mais aguardado da MPB," acompanhada de "uma banda notável" e considerando a noite "arrebatadora". Escrevendo para o G1, Mauro Ferreira foi só elogios à turnê, avaliando-a com cinco de cinco estrelas. Mauro inicialmente destacou que a "estética encantadora" da turnê "remeteu ao aparato visual do anterior show solo da artista carioca, Verdade, Uma Ilusão". O crítico elogiou todo o concerto, dizendo: "Assinando a direção e a concepção visual do show com Zavareze e com Torres, Marisa Monte reinou como a sereia que emergiu soberana em mar de canções, sons e imagens fascinantes que fizeram o show Portas fluir sem erros ao longo de duas horas. [...] Para o séquito, Marisa Monte reiterou na estreia de 'Portas' a soberania em mar de canções, sons, figurinos e imagens fascinantes." Filipe Vicente do Setor VIP foi extremamente positivo em sua avaliação, descrevendo a turnê como "espetacular".

## Repertório
O repertório abaixo é constituído do primeiro concerto da turnê, realizado em 4 de fevereiro de 2022, em São Paulo, não sendo representativo de todas as apresentações.
Setlist 2022
1. Pelo Tempo Que Durar (intro)
2. Portas
3. Quanto Tempo
4. Maria de Verdade
5. Vilarejo
6. A Língua dos Animais
7. Infinito Particular
8. Praia Vermelha
9. Ainda Bem
10. Beija Eu
11. Totalmente Seu
12. Ainda Lembro
13. O Que Me Importa
14. Preciso Me Encontrar
15. Vento Sardo
16. A Sua
17. Déjà Vu
18. Depois
19. Calma
20. Eu Sei (Na Mira)
21. Velha Infância
22. Seo Zé
23. Elegante Amanhecer / Lenda das Sereias, Rainhas do Mar
24. Você Não Liga
25. Na Estrada
26. Não Vá Embora
27. Magamabalares
28. Comida (bis)
29. Pra Melhorar (bis)
30. Já Sei Namorar (bis)
31. Bem Que Se Quis (E Po' Che Fà) (acappella) (bis 2)

Setlist 2023
1. Pelo Tempo Que Durar (intro)
2. Portas
3. Quanto Tempo
4. Maria de Verdade
5. Vilarejo
6. A Língua dos Animais
7. Infinito Particular
8. Ainda Bem
9. Beija Eu
10. Totalmente Seu
11. Ainda Lembro
12. O Que Me Importa
13. Preciso Me Encontrar
14. A Sua
15. Dança da Solidão
16. Depois
17. Calma
18. Eu Sei (Na Mira)
19. Velha Infância
20. Feliz, Alegre e Forte
21. Elegante Amanhecer / Lenda das Sereias, Rainhas do Mar
22. Na Estrada
23. Não Vá Embora
24. Magamabalares
25. Amor, I Love You (bis)
26. Pra Melhorar (bis)
27. Já Sei Namorar (bis)
28. Bem Que Se Quis (E Po' Che Fà) (acappella) (bis 2)

- No show do dia 12 de fevereiro em São Paulo, Seu Jorge cantou com Marisa as canções "Pra Melhorar" e "Já Sei Namorar".
- No show do dia 28 de abril em João Pessoa, Marisa adicionou as canções "Tenho Sede/Segue o Seco" (cantada com o músico Waldonys) e "A Lua e Eu" (cover de Cassiano, natural de Paraíba) ao setlist do show.[11]
- No show do dia 30 de abril em Recife, Pernambuco, Marisa cantou no bis do show a canção "Pernambucobucolismo" (em homenagem ao estado), antes de "Bem Que Se Quis".
- Nos shows dos dias 06 e 07 de maio em Salvador, Bahia, Marisa cantou "Chuva No Brejo" em homenagem a Moraes Moreira.
- No show do dia 14 de maio em Brasília, Marisa fez um cover da canção "Flor do Cerrado" de Gal Costa e Caetano Veloso (em homenagem à capital) antes da versão acappella de "Bem Que Se Quis".[11]
- A partir do dia 19 de maio, no show do Rio de Janeiro, Marisa adicionou à setlist do show a canção "Feliz, Alegre e Forte" (canção que foi lançada nas plataformas digitais como single durante o show em sua cidade natal) após "Velha Infância".[11] No mesmo show, Marisa também cantou a canção "Vide Gal" (em homenagem à cidade do Rio de Janeiro), assim como nos shows subsequentes na mesma cidade.[11]
- A partir do show do dia 16 de junho, em Milão, Itália, a cantora adicionou a canção "Dança da Solidão" no lugar de "Depois" e substituiu "Comida" por "Vide Gal" na setlist de toda a etapa europeia da turnê.[12] Durante a mesma etapa, a cantora excluiu a canção "Totalmente Seu" da setlist.
- No dia 28 de junho, no show em Porto, Portugal, Carlinhos Brown se juntou a Marisa para cantar "Já Sei Namorar" (canção do trio Tribalistas que ambos fazem parte).
- No dia 5 de julho, no Festival Jardins do Marquês, em Portugal, Marisa cantou "Vento Sardo" com Jorge Drexler pela primeira vez. Ambos também cantaram a canção "O Leãozinho" de Caetano Veloso. Nesse show, Marisa não cantou "O Que Me Importa", "Seo Zé" e "Vide Gal" como nos outros shows da fase europeia da turnê.
- A partir do dia 21 de julho, de volta ao Brasil, Marisa retomou à setlist as canções "Totalmente Seu" e "Depois". Nesse mesmo show, a cantora cantou no bis um cover da canção "Doce Vampiro" de Rita Lee no lugar de "Comida" (que foi excluída permanentemente do repertório desde a fase europeia da turnê).[10] O cover foi apresentado nos outros quatro shows subsequentes em São Paulo.
- No dia 10 de setembro, em Curitiba, Paraná, a cantora adicionou a setlist a canção "Sal" entre "Preciso Me Encontrar" e "Vento Sardo".
- No dia 16 de setembro, em Porto Alegre, a cantora fez um cover da canção "Felicidade" de Lupicínio Rodrigues no bis do show.
- No show do dia 23 de setembro em Buenos Aires, Argentina, Marisa cantou a canção "Amor I Love You".
- Nos shows dos dias 27 e 28 de setembro em Montevideo, Uruguai, a cantora voltou a adicionar na setlist a canção "Dança da Solidão".
- Os shows dos dias 8 e 15 de outubro, no Rio de Janeiro, foram filmados, levando a teoria de que será para um futuro registro audiovisual. No concerto, o cover de "Doce Vampiro" retornou a setlist, que teve "O Que Me Importa", "Depois" e "Seo Zé" excluídas da mesma. "Sal" e "Vide Gal" foram as novas adições.
- No show do dia 20 de outubro em Jaguariúna, Marisa substituiu a canção "Preciso Me Encontrar" por "Dança da Solidão" e voltou a adicionar a canção "Depois" a setlist.
- No show do dia 10 de novembro em Uberlândia, "O Que Me Importa" também retornou a setlist.
- No show do dia 12 de novembro em São José do Rio Preto, "Dança da Solidão" foi mais uma vez adicionada a setlist, dessa vez como homenagem aos 80 anos de Paulinho da Viola.
- No show do dia 17 de dezembro em São Paulo, "Amor I Love You" foi adicionada a setlist como a primeira canção do bis após a despedida depois de "Magamalabares". A canção inclusive permaneceu como bis nos shows subsequentes em 2023.
- No Festival Queremos!, no dia 15 de abril de 2023, Marisa encurtou o set, removendo as canções "Quanto Tempo", "Praia Vermelha", "Totalmente Seu", "O Que Me Importa", "Depois" e "Déjà Vu". Em contrapartida, cantou a canção "Balança Pema" após "Não Vá Embora", cuja permanência nos shows subsequentes tornou-se fixa após o festival.
- No show do dia 4 de maio, em Teresina, Marisa voltou a cantar o medley "Tenho Sede/Segue o Seco" com Waldonys na sanfona, além de fazer um cover de "Cajuína" de Caetano Veloso.[13]
- No show do dia 6 de maio, em Fortaleza, Marisa reprisou o medley "Tenho Sede/Segue o Seco", além de ter feito dois covers: "Lamento Sertanejo" de Gilberto Gil e "A Vida do Viajante" de Luis Gonzaga, todas interpretadas em parceria com Waldonys.
- No show do dia 30 de junho de 2023, em Vienna, nos Estados Unidos, Marisa cantou a canção "Nu Com a Minha Música" ao lado de Rodrigo Amarante.
- No show do dia 2 de julho de 2023, em Nova York, além de "Nu Com a Minha Música", Amarante cantou ao lado de Marisa seu sucesso "Tuyo" que ficou famoso graças a série Narcos.
- No show do dia 14 de julho em São Paulo, Marisa retomou ao setlist a canção "Sal" (que não havia sido cantada desde a gravação do DVD no Rio de Janeiro em outubro de 2022), além de ter adicionado de volta "Totalmente Seu" e "O Que Me Importa" (que haviam sido omitidas durante a fase norte-americana da turnê). "Dança da Solidão" e "Depois" ficaram de fora do setlist.

## Datas
| América do Sul          |                       |                |                                          |
| 4 de fevereiro de 2022  | São Paulo             | Brasil         | Espaço Unimed                            |
| 5 de fevereiro de 2022  | São Paulo             | Brasil         | Espaço Unimed                            |
| 11 de fevereiro de 2022 | São Paulo             | Brasil         | Espaço Unimed                            |
| 12 de fevereiro de 2022 | São Paulo             | Brasil         | Espaço Unimed                            |
| América do Norte        |                       |                |                                          |
| 4 de março de 2022      | Fort Lauderdale       | Estados Unidos | Broward Center                           |
| 6 de março de 2022      | Atlanta               | Estados Unidos | Buckhead Theatre                         |
| 10 de março de 2022     | North Bethesda        | Estados Unidos | Strathmore                               |
| 12 de março de 2022     | Minneapolis           | Estados Unidos | State Theatre                            |
| 15 de março de 2022     | Chicago               | Estados Unidos | The Vic                                  |
| 17 de março de 2022     | Stamford              | Estados Unidos | The Palace                               |
| 19 de março de 2022     | Boston                | Estados Unidos | Berklee Performance Center               |
| 20 de março de 2022     | Boston                | Estados Unidos | Berklee Performance Center               |
| 22 de março de 2022     | Nova York             | Estados Unidos | Town Hall                                |
| 23 de março de 2022     | Nova York             | Estados Unidos | Town Hall                                |
| 25 de março de 2022     | Berkeley              | Estados Unidos | UC Theatre                               |
| 27 de março de 2022     | Los Angeles           | Estados Unidos | Royce Hall                               |
| América do Sul          |                       |                |                                          |
| 8 de abril de 2022      | Ribeirão Preto        | Brasil         | Arena Eurobike                           |
| 16 de abril de 2022     | Belo Horizonte        | Brasil         | Anfiteatro Mineirão                      |
| 23 de abril de 2022     | Fortaleza             | Brasil         | Centro de Eventos do Ceará               |
| 26 de abril de 2022     | Natal                 | Brasil         | Teatro Riachuelo                         |
| 28 de abril de 2022     | João Pessoa           | Brasil         | Teatro Pedra do Reino                    |
| 30 de abril de 2022     | Recife                | Brasil         | Classic Hall                             |
| 1 de maio de 2022       | Recife                | Brasil         | Classic Hall                             |
| 3 de maio de 2022       | Maceió                | Brasil         | Teatro Gustavo Leite                     |
| 6 de maio de 2022       | Salvador              | Brasil         | Concha Acústica                          |
| 7 de maio de 2022       | Salvador              | Brasil         | Concha Acústica                          |
| 14 de maio de 2022      | Brasília              | Brasil         | Arena BRB Mané Garrincha                 |
| 19 de maio de 2022      | Rio de Janeiro        | Brasil         | Jeunesse Arena                           |
| 20 de maio de 2022      | Rio de Janeiro        | Brasil         | Jeunesse Arena                           |
| 21 de maio de 2022      | Rio de Janeiro        | Brasil         | Jeunesse Arena                           |
| 22 de maio de 2022      | Rio de Janeiro        | Brasil         | Jeunesse Arena                           |
| Europa                  |                       |                |                                          |
| 16 de junho 2022        | Milão                 | Itália         | Teatro degli Arcimboldi                  |
| 18 de junho 2022        | Cagliari              | Itália         | Teatro Massimo                           |
| 21 de junho 2022        | Antuérpia             | Bélgica        | OLT Rivierenhof                          |
| 23 de junho de 2022     | Londres               | Reino Unido    | Barbican Hall                            |
| 24 de junho de 2022     | Paris                 | França         | Salle Pleyel                             |
| 26 de junho de 2022     | Vigo                  | Espanha        | Teatro Afundación                        |
| 28 de junho de 2022     | Porto                 | Portugal       | Super Bock Arena                         |
| 30 de junho de 2022     | Madrid                | Espanha        | Noches del Botánico                      |
| 2 de julho de 2022      | Girona                | Espanha        | Festival Porta Ferrada                   |
| 5 de julho de 2022      | Lisboa                | Portugal       | Festival Jardins do Marquês              |
| 9 de julho de 2022      | Perugia               | Itália         | Arena Santa Guiliana                     |
| América do Sul          |                       |                |                                          |
| 21 de julho de 2022     | São Paulo             | Brasil         | Espaço Unimed                            |
| 22 de julho de 2022     | São Paulo             | Brasil         | Espaço Unimed                            |
| 23 de julho de 2022     | São Paulo             | Brasil         | Espaço Unimed                            |
| 28 de julho de 2022     | São Paulo             | Brasil         | Espaço Unimed                            |
| 29 de julho de 2022     | São Paulo             | Brasil         | Espaço Unimed                            |
| 19 de agosto de 2022    | Brasília              | Brasil         | Setor de Clubes Esportivos Sul           |
| 25 de agosto de 2022    | Vitória               | Brasil         | Espaço Patrick Ribeiro                   |
| 26 de agosto de 2022    | Vitória               | Brasil         | Espaço Patrick Ribeiro                   |
| 3 de setembro de 2022   | Santos                | Brasil         | Santos Convention Center                 |
| 6 de setembro de 2022   | Campinas              | Brasil         | Royal Palm Hall                          |
| 9 de setembro de 2022   | Curitiba              | Brasil         | Teatro Positivo                          |
| 10 de setembro de 2022  | Curitiba              | Brasil         | Teatro Positivo                          |
| 16 de setembro de 2022  | Porto Alegre          | Brasil         | Auditório Araújo Vianna                  |
| 17 de setembro de 2022  | Porto Alegre          | Brasil         | Auditório Araújo Vianna                  |
| 18 de setembro de 2022  | Porto Alegre          | Brasil         | Auditório Araújo Vianna                  |
| 23 de setembro de 2022  | Buenos Aires          | Argentina      | Gran Rex                                 |
| 25 de setembro de 2022  | Rosário               | Argentina      | Teatro El Círculo                        |
| 27 de setembro de 2022  | Montevideo            | Uruguai        | Auditorio Nacional Adela Reta            |
| 28 de setembro de 2022  | Montevideo            | Uruguai        | Auditorio Nacional Adela Reta            |
| 1 de outubro de 2022    | Santiago              | Chile          | Teatro Nescafé de las Artes              |
| 2 de outubro de 2022    | Santiago              | Chile          | Teatro Nescafé de las Artes              |
| 8 de outubro de 2022    | Rio de Janeiro        | Brasil         | Jockey Club Brasileiro                   |
| 9 de outubro de 2022    | Rio de Janeiro        | Brasil         | Jockey Club Brasileiro                   |
| 11 de outubro de 2022   | São José dos Campos   | Brasil         | Arena Farma Conde                        |
| 15 de outubro de 2022   | Rio de Janeiro        | Brasil         | Jockey Club Brasileiro                   |
| 16 de outubro de 2022   | Rio de Janeiro        | Brasil         | Jockey Club Brasileiro                   |
| 21 de outubro de 2022   | Jaguariúna            | Brasil         | Red Eventos                              |
| 22 de outubro de 2022   | Santo André           | Brasil         | Clube Atlético Aramaçan                  |
| 10 de novembro de 2022  | Uberlândia            | Brasil         | Arena Sabiázinho                         |
| 12 de novembro de 2022  | São José do Rio Preto | Brasil         | Centro Regional de Eventos               |
| 8 de dezembro de 2022   | Maringá               | Brasil         | Parque de Exposições                     |
| 10 de dezembro de 2022  | Sorocaba              | Brasil         | Recreativo Campestre                     |
| 17 de dezembro de 2022  | São Paulo             | Brasil         | Parque Ibirapuera                        |
| 14 de janeiro de 2023   | São José              | Brasil         | Hard Rock Live Florianópolis             |
| 28 de janeiro de 2023   | Belo Horizonte        | Brasil         | Expominas Belo Horizonte                 |
| 10 de março de 2023     | João Pessoa           | Brasil         | Domus Hall                               |
| 11 de março de 2023     | Recife                | Brasil         | Classic Hall                             |
| 18 de março de 2023     | Porto Seguro          | Brasil         | Teatro L'Occitane                        |
| 23 de março de 2023     | Feira de Santana      | Brasil         | Ária Hall                                |
| 25 de março de 2023     | Salvador              | Brasil         | Concha Acústica                          |
| 26 de março de 2023     | Salvador              | Brasil         | Concha Acústica                          |
| 1º de abril de 2023     | Juiz de Fora          | Brasil         | Expominas Juiz de Fora                   |
| 15 de abril de 2023     | Rio de Janeiro        | Brasil         | Marina da Glória                         |
| 20 de abril de 2023     | Manaus                | Brasil         | Studio 5                                 |
| 22 de abril de 2023     | Belém                 | Brasil         | Hangar                                   |
| 28 de abril de 2023     | Campo Grande          | Brasil         | Ginásio Guanandizão                      |
| 30 de abril de 2023     | Cuiabá                | Brasil         | Ginásio Aecim Tocantis                   |
| 4 de maio de 2023       | Teresina              | Brasil         | Theresina Hall                           |
| 6 de maio de 2023       | Fortaleza             | Brasil         | Centro de Eventos do Ceará               |
| 12 de maio de 2023      | Porto Alegre          | Brasil         | Auditório Araújo Vianna                  |
| 13 de maio de 2023      | Porto Alegre          | Brasil         | Auditório Araújo Vianna                  |
| 20 de maio de 2023      | Curitiba              | Brasil         | Pedreira Paulo Leminski                  |
| 8 de junho de 2023      | Campinas              | Brasil         | Royal Palm Hall                          |
| 10 de junho de 2023     | Pouso Alegre          | Brasil         | Serrasul Shopping Pouso Alegre           |
| América do Norte        |                       | Brasil         |                                          |
| 23 de junho de 2023     | Newark                | Estados Unidos | New Jersey Performing Arts Center        |
| 25 de junho de 2023     | Boston                | Estados Unidos | House of Blues Boston                    |
| 27 de junho de 2023     | Toronto               | Canadá         | Queen Elizabeth Threatre                 |
| 28 de junho de 2023     | Toronto               | Canadá         | Queen Elizabeth Threatre                 |
| 30 de junho de 2023     | Vienna                | Estados Unidos | Wolf Trap                                |
| 2 de julho de 2023      | Nova York             | Estados Unidos | Central Park                             |
| 4 de julho de 2023      | Montreal              | Canadá         | Théâtre Maisonneuve - Place des Arts     |
| 5 de julho de 2023      | Montreal              | Canadá         | Théâtre Maisonneuve - Place des Arts     |
| América do Sul          |                       |                |                                          |
| 14 de julho de 2023     | São Paulo             | Brasil         | Espaço Unimed                            |
| 15 de julho de 2023     | São Paulo             | Brasil         | Espaço Unimed                            |
| 21 de julho de 2023     | São Paulo             | Brasil         | Espaço Unimed                            |
| 22 de julho de 2023     | São Paulo             | Brasil         | Espaço Unimed                            |
| 5 de agosto de 2023     | Rio de Janeiro        | Brasil         | Jeunesse Arena                           |
| 17 de agosto de 2023    | São Luís              | Brasil         | Pavilhão do Multicenter                  |
| 19 de agosto de 2023    | Aracaju               | Brasil         | Ginásio Constâncio Vieira                |
| 25 de agosto de 2023    | Vitória da Conquista  | Brasil         | Parque de Exposições Teopompo de Almeida |
| 26 de agosto de 2023    | Belo Horizonte        | Brasil         | Esplanada do Mineirão                    |
| 8 de setembro de 2023   | Ouro Preto            | Brasil         | Centro de Convenções da UFOP             |
| 9 de setembro de 2023   | Campos do Jordão      | Brasil         | Parque Capivari                          |
| 16 de setembro de 2023  | Goiânia               | Brasil         | Flamboyant Garden                        |
| 23 de setembro de 2023  | Ribeirão Preto        | Brasil         | Centro de Eventos Ribeirão Shopping      |
| 29 de setembro de 2023  | Brasília              | Brasil         | Centro de Convenções Ulysses Guimarães   |
| 30 de setembro de 2023  | Brasília              | Brasil         | Centro de Convenções Ulysses Guimarães   |
| América do Norte        |                       | Brasil         |                                          |
| 12 de outubro de 2023   | Fort Lauderdale       | Estados Unidos | The Parker                               |
| 13 de outubro de 2023   | Fort Lauderdale       | Estados Unidos | The Parker                               |
| 14 de outubro de 2023   | Orlando               | Estados Unidos | Dr. Phillips Center                      |
| 18 de outubro de 2023   | San Diego             | Estados Unidos | Epstein Family Amphitheater              |
| 20 de outubro de 2023   | Los Angeles           | Estados Unidos | Walt Disney Concert Hall                 |
| 21 de outubro de 2023   | Berkeley              | Estados Unidos | The UC Theatre                           |
| 22 de outubro de 2023   | Berkeley              | Estados Unidos | The UC Theatre                           |
| América do Sul          |                       |                |                                          |
| 4 de novembro de 2023   | Petrópolis            | Brasil         | Parque de Exposições de Itaipava         |
| 11 de novembro de 2023  | Petrópolis            | Brasil         | Parque de Exposições de Itaipava         |
| Europa                  |                       |                |                                          |
| 22 de novembro de 2023  | Lisboa                | Portugal       | Altice Arena                             |
| 24 de novembro de 2023  | Porto                 | Portugal       | Super Bock Arena                         |
| América do Sul          |                       |                |                                          |
| 2 de dezembro de 2023   | São Paulo             | Brasil         | Autódromo de Interlagos                  |
| 6 de dezembro de 2023   | Curitiba              | Brasil         | Teatro Positivo                          |
| 7 de dezembro de 2023   | Curitiba              | Brasil         | Teatro Positivo                          |
| 9 de dezembro de 2023   | Balneário Camboriú    | Brasil         | Expocentro Balneário Camboriú            |
| 16 de dezembro de 2023  | Rio de Janeiro        | Brasil         | Arena Jockey                             |
| 17 de dezembro de 2023  | Rio de Janeiro        | Brasil         | Arena Jockey                             |
| 30 de dezembro de 2023  | Fortaleza             | Brasil         | Aterro da Praia de Iracema               |

## Banda
| - Marisa Monte — vocal, guitarra, violão nylon - Dadi Carvalho — baixo, violões e piano - Davi Moraes — guitarra - Pupillo — bateria - Pretinho da Serrinha — percussão e cavaquinho | - Chico Brown — violões, piano e vocal de apoio - Antônio Neves — arranjo dos metais e trombone - Eduardo Santana — trompete - Oswaldo Lessa — saxofone e flauta |